# Anales del Instituto Fitotécnico Santa Catalina
Anales del Instituto Fitotécnico Santa Catalina es una publicación editada por el Instituto Agrícola Santa Catalina, de la que se editaron 4 volúmenes entre 1939 y 1942. Se realizó una edición especial en 1963.